# Autoportrait (Hans Holbein le Jeune)
Pour les articles homonymes, voir Autoportrait (homonymie).
L'Autoportrait est un petit dessin de l'artiste et graveur de la Renaissance allemande Hans Holbein le Jeune, réalisé autour de 1542-1543, et exposé dans le corridor de Vasari  à la galerie des Offices à Florence.

## Description et historique
Selon l'historien de l'art John Rowlands, « Bien que ce dessin ait été élargi de tous les côtés et fortement remanié, il en reste assez pour avancer l'hypothèse que l'œuvre originale a bien été exécutée par Holbein ». L'inscription, qui est aussi un ajout ultérieur, en est une preuve supplémentaire. Comme dans d'autres œuvres de Holbein, il y a beaucoup d'attention portée aux détails, comme les mèches de cheveux, qui ont été peintes une à une. Le fond d'or a été ajouté plus tard par un artiste différent.
Des copies du dessin existent, notamment celle de Lucas Horenbout, dans lequel le gaucher Holbein tient un pinceau. Holbein est mort peu de temps après avoir réalisé cet autoportrait, probablement de la peste.
L'œuvre a été acquise à Londres pour le grand-duc Cosme III de Médicis, en 1681, pour sa galerie des autoportraits du corridor de Vasari.